# Jean-Pierre Dikongué Pipa
Jean-Pierre Dikongué Pipa, né en 1940 à Douala, est un réalisateur camerounais.

## Biographie
Jean-Pierre Dikongué Pipa se consacre au théâtre avant d'étudier le cinéma de 1962 à 1964 au Conservatoire indépendant du cinéma français. Après trois films de court-métrage (1965-1966), il réalise des longs-métrages, notamment Muna Moto (1975) - qui l'a rendu célèbre - et Le Prix de la Liberté (1978), portant ainsi le cinéma camerounais vers un public international. 
Auteur, dramaturge et producteur de théâtre, Jean-Pierre Dikongué-Pipa a mis en scène une trentaine de pièces dans lesquelles il a également tenu un rôle.

## Filmographie
Courts et moyens métrages
- 1965 : Un simple
- 1966 : Rendez-moi mon père
- 1966 : Les Cornes
- 1984 : La Foire aux livres à Hararé

Longs métrages
- 1975 : Muna Moto
- 1978 : Le Prix de la liberté
- 1983 : Histoires drôles, drôles de gens
- 1987 : Badiaga